# Hugues Sureau Du Rosier
Hugues Sureau Du Rosier, né en 1530 à Rozoy-sur-Serre, mort vers 1575 à Francfort, est un pasteur réformé français.

## Biographie
Avant de se vouer au saint ministère, Sureau fut correcteur d’imprimerie. Décrit comme un homme instruit, mais « faible, irrésolu, d’un esprit contredisant et amateur de nouveauté », il fut quelque temps pasteur à Orléans, où il écrivit divers ouvrages de controverse. Ses liaisons avec des gens d’une orthodoxie suspecte, firent craindre à ses collègues qu’il ne provoque un schisme, et on crut prudent de le placer dans les environs de Paris mieux pour le surveiller.
En 1566, il fut arrêté et jeté à la Bastille, comme auteur supposé du fameux pamphlet antimonarchique Défense civile et militaire des innocents et de l’Église de Christ, paru en 1563. Ce qui, sans doute, avait fait peser le soupçon sur lui, c’est qu’il s’était distingué parmi les plus fougueux de ses confrères, en faisant l’apologie de Poltrot, l’assassin du duc de Guise.
Sureau eut peu de peine à prouver qu’il était étranger à la composition du libelle incriminé. Mis en liberté, il assista Jean de L’Espine dans une dispute publique contre des théologiens catholiques, en présence de Robert de la Marck, puis retourna dans son Église.
À la Saint-Barthélemy, il essaya de s’enfuir et fut arrêté ; la prison le convertit : il déclara au juge sa résolution d’embrasser le catholicisme, et alla abjurer à Paris, en présence de Charles IX. II devint dès lors convertisseur, tentateur de ses frères, et tant que dura la surexcitation produite en lui par la terreur, il fut infatigable.
Charles IX le conduisit chez le roi de Navarre et chez le prince de Condé. À la menace du roi : « Messe, mort ou Bastille ! », Condé avait fièrement répondu : « Les deux derniers à votre choix. » Sureau, qui était versé dans les matières de controverse, discuta avec beaucoup d’éloquence, et affirma que Rome était la véritable Église. Les deux princes parurent frappés du raisonnement de l’apostat et déclarèrent, à la grande joie de Charles IX, qu’ils détestaient leurs anciennes erreurs et revenaient à la religion de leurs ancêtres.
Le prince de Condé ne s’était cependant rendu qu’à demi ; il prit Sureau en particulier : « Ce que vous avez déclaré publiquement, lui dit-il, est-il vrai ? N’est-ce pas la crainte qui vous a fait tenir un tel langage ? ». Sureau l’assura que non ; et revenant sur les sujets déjà discutés, « il renchérit, dit de Thou, sur tout ce qu’il avait déjà dit ». Le prince crut le ministre, ou mieux encore, il eut peur du logement qu’on lui préparait à la Bastille.
Quoi qu’il en soit, on fit sonner bien haut le succès de Sureau. Le jésuite Juan Maldonado le fit prêcher dans les principales églises de Paris, et ceux d’entre les protestants qui avaient échappé au massacre et qui manquaient d’une foi vivante, se laissèrent persuader par le ministre apostat.
Il semble que le succès aurait dû encourager Du Rosier ; ce fut tout le contraire qui arriva. Peut-être que la résistance de Condé réveilla sa conscience, car son ardeur fébrile se calma bientôt considérablement. Envoyé à Sedan, pour travailler à la conversion du duc et de la duchesse de Bouillon, il laissa son collègue Maldonado s’acquitter seul de cette tâche difficile.
Envoyé ensuite dans le même but à Metz, il se contenta de prêcher une seule fois sur la succession épiscopale, et dès qu’il sut que sa femme et ses enfants étaient en sureté à l’étranger, il sortit secrètement de la ville, gagna Strasbourg, puis Heidelberg, où il fit reconnaissance publique de sa faute.
Cette rétractation ne rendit pas à Sureau l’estime de ses frères ; il eut le sort des traitres. Depuis ce temps, dit La Popelinière, « il vesquit en grande angoisse d’esprit ».
Il se retira bientôt après à Francfort, où il reprit son ancienne profession en entrant comme correcteur dans une imprimerie. Il y mourut de la peste avec toute sa famille, vers 1575.

## Source
- Bulletin de la Société de l'histoire du protestantisme français, t. 8, Paris, Agence centrale de la Société, 1859, 616 p. (lire en ligne).